# Le Baby-sitter (Les Simpson)
Pour les articles homonymes, voir Le Baby-sitter (homonymie).
Le Baby-sitter  (The Princess Guide) est le quinzième épisode de la vingt-sixième saison de la série télévisée Les Simpson et le 567e épisode de la série. Il est sorti en première sur le réseau Fox le 1er mars 2015.

## Synopsis
Une princesse nigériane nommée Kemi vient à Springfield, son père ayant l'intention de vendre de l'uranium à Mr Burns. Homer est désigné pour être le garde du corps de la princesse, avant qu'un accord ne soit signé. 
Durant la soirée, Kemi insiste auprès d'Homer pour découvrir la ville. Celui-ci décide alors de l'emmener à la taverne de Moe. Le barman  est d'abord méfiant envers la jeune fille qu'il croit liée à une escroquerie nigériane qui lui a fait perdre beaucoup d'argent, mais il commence bientôt à tomber amoureux de la princesse...

## Réception
Lors de sa première diffusion l'épisode a attiré 3,93 millions de téléspectateurs.

## Remarques
Cet épisode est dédié à Leonard Nimoy, décédé le 27 février 2015.